# 2015年至2016年香港高級組銀牌
2015–16年香港高級組銀牌是第 114 屆香港高級組銀牌的足球賽事。今屆賽事獲得廣東康寶電器有限公司成為冠名贊助商，賽事命名為康寶高級組銀牌。最終獲得高級組銀牌冠軍的球隊，可以與聯賽第二名、聯賽盃冠軍及足總盃冠軍參與季後附加賽，爭奪2017年亞洲足協盃參賽資格。

## 參賽球隊
| 球隊       | 上屆成績     | 奪冠次數 |
| ---------- | ------------ | -------- |
| 東方       | 冠軍         | 9 次     |
| 傑志       | 亞軍         | 5 次     |
| 南華       | 準決賽出局   | 31 次    |
| 灝天黃大仙 | 準決賽出局   | 0 次     |
| 夢想駿其   | 半準決賽出局 | 0 次     |
| 標準流浪   | 半準決賽出局 | 4 次     |
| 香港飛馬   | 半準決賽出局 | 1 次     |
| 元朗       | 第一圈出局   | 1 次     |
| 冠忠南區   | 未有參賽     | 0 次     |

## 賽制
本屆賽事以一直過淘汰賽方式決出晉級隊伍。若雙方於法定時間九十分鐘內賽和，將會進行加時賽上、下半場各十五分鐘賽事，再未能分出勝負會以互射十二碼來決勝。

## 賽程
以下是本屆賽事之賽事秩序：
| 階段     | 抽籤日期      | 賽事日期                   | 場數 | 球隊數目 |
| -------- | ------------- | -------------------------- | ---- | -------- |
| 第一圈   | 2015年9月21日 | 2015年9月23日              | 1    | 9 → 8    |
| 半準決賽 | 2015年9月21日 | 2015年10月3日–10月4日      | 4    | 8 → 4    |
| 準決賽   | 2015年9月21日 | 2015年12月26日–12月27日    | 2    | 4 → 2    |
| 決賽     | 2015年9月21日 | 2016年1月24日 於香港大球場 | 1    | 2 → 1    |

## 賽事資料

### 第一圈
| 2015年9月23日 SS01 | 夢想駿其 | 1–2（加時） | 冠忠南區               | 九龍灣公園               |
| 20:00              | 基奧 38' | 報告        | 蘇沙 58' · 加拉度 114' | 入場人數： 277 ： 劉晃熙 |

### 半準決賽
| 2015年10月3日 SS02 | 傑志     | 1–0  | 香港飛馬 | 旺角大球場                 |
| 14:30              | 黃洋 88' | 報告 |          | 入場人數： 1,431 ： 何煒昇 |

| 2015年10月3日 SS03 | 灝天黃大仙   | 1–5  | 冠忠南區                                                       | 青衣運動場               |
| 17:30              | 中村祐人 80' | 報告 | 杜馬思 10' · 夏志明 12', 41' · 加拉度 59' · 蘇沙 65'（十二碼） | 入場人數： 241 ： 鄧慶富 |

| 2015年10月4日 SS04 | 南華                                    | 4–0  | 元朗 | 旺角大球場               |
| 14:30              | 梁子成 9', 77' · 梁振邦 81' · 艾華 90+' | 報告 |      | 入場人數： 976 ： 劉晃熙 |

| 2015年10月4日 SS05 | 東方                      | 2–0  | 標準流浪 | 青衣運動場               |
| 17:30              | 巴域斯 19'（十二碼）, 74' | 報告 |          | 入場人數： 810 ： 吳超覺 |

### 準決賽
| 2015年12月26日 SS06 | 冠忠南區        | 2–1  | 傑志           | 旺角大球場                 |
| 15:00               | 夏志明 33', 49' | 報告 | 巴倫古素 90+1' | 入場人數： 1,733 ： 吳超覺 |

| 2015年12月27日 SS07                        | 東方                  | 2–2（加時） (4–3 )                       | 南華                              | 旺角大球場                 |
| 15:00                                      | 迪高 80' · 巴域斯 96' | 報告                                     | 卡路士 20' · 巴域斯 93'（烏龍球） | 入場人數： 3,748 ： 何煒昇 |
|                                            |                       |                                          |                                   |                            |
| 巴域斯 · 基奧雲尼 · 聶凌峰 · 勞高 · 羅拔圖 |                       | 陳肇麒 · 魯卡斯 · 謝家強 · 摩拉 · 張健峰 |                                   |                            |

### 決賽
| 2016年1月24日 SS08 | 冠忠南區 | 0–2  | 東方                    | 香港大球場                 |
| 15:00              |          | 報告 | 徐德帥 61' · 巴域斯 85' | 入場人數： 4,557 ： 廖國文 |

## 外部連結
- 香港足球總會官方網站（页面存档备份，存于） （繁體中文）